# Chiang Mu-tsai
Chiang Mu-tsai (chiń. upr. 强木在; chiń. trad. 強木在; pinyin Jiàng Mùzài; ur. ?) – tajwański piłkarz i trener piłkarski.

## Kariera piłkarska

### Kariera klubowa
Występował w Tatung F.C..

## Kariera trenerska
W 1988 został mianowany na głównego trenera Tatung F.C. Od 1994 do 2000 prowadził narodową reprezentację Chińskiego Tajpej. Od lipca do grudnia 2012 ponownie kierował reprezentację Chińskiego Tajpej.

## Sukcesy i odznaczenia

### Sukcesy trenerskie
- mistrz Enterprise Football League: 2005, 2006
- mistrz Intercity Football League: 2007

### Odznaczenia
- najlepszy trener roku 2007